# (38086) Beowulf
Pour les articles homonymes, voir Beowulf (homonymie).
(38086) Beowulf est un astéroïde Apollon découvert le 5 mai 1999 par LONEOS à l'observatoire Lowell.

## Origine du nom
Il est nommé d'après le guerrier scandinave Beowulf, héros puis roi légendaire des Geats.